# 大和真也
大和 真也（やまと まや、出版社によっては眞也、1961年 -）は、日本の女性SF作家。「やまとまや」というペンネームは回文となっている。日本SF作家クラブ会員。

## 経歴・人物
1978年、高校3年生で投じた「カッチン」が、第1回奇想天外SF新人賞で佳作入選。
同時に佳作入選した新井素子とともに、現役高校生SF作家として話題となる。
1983年、集英社コバルト文庫より作家デビュー。

## 作品リスト

### 単行本
集英社文庫 - ジュゼ・シリーズ
| 1. | 『フォックスさんにウインクを』 |  | 1983年5月  |  | ISBN 978-4086105675 |
| 2. | 『眠り姫にキス！』             |  | 1983年10月 |  | ISBN 978-4086106078 |
| 3. | 『回らない風車』               |  | 1984年3月  |  | ISBN 978-4086106498 |
| 4. | 『水曜日には雨が降る』         |  | 1984年11月 |  | ISBN 978-4086107051 |
| 5. | 『アダ』                       |  | 1985年8月  |  | ISBN 978-4086107716 |
| 6. | 『黄昏時は夢を見る』           |  | 1986年5月  |  | ISBN 978-4086108393 |
| 7. | 『坂の向こうの茜空』           |  | 1988年2月  |  | ISBN 978-4086111324 |

みき書房 - スターゲイザー・シリーズ
| 1. | 『風吹く夜はラグタイム』   |  | 1984年8月 |  | ISBN 978-4895211130 |
| 2. | 『風が奏でるメヌエット』   |  | 1986年1月 |  | ISBN 978-4895211512 |
| 3. | 『聞かせて君のブルースを』 |  | 1987年7月 |  | ISBN 978-4895211611 |

角川書店 - 蜜柑山奇譚シリーズ
| 1. | 『花が散る春』 |  | 1988年9月 |  | ISBN 978-4044317010 |
| 2. | 『鳥が来る夏』 |  | 1990年4月 |  | ISBN 978-4044317027 |

### アンソロジー収録作品
- 『まるまる大原まり子』 1984年07月 みき書房 寄せ鍋座談会
- 『愛してるかいＳＦ』 1985年05月 みき書房 語り下ろし対談
- 「カッチン」 1988年12月 大陸書房 『てめぇらそこをどきやがれ』収録（夢枕獏編、ISBN 978-4803318746）
- 「竜の封印」 1989年02月 集英社『魔法の鍵』収録（めるへんめーかー編）
- 「お昼寝から目覚めたら‥･」 1993年03月 『アスペクト 架空幻想都市［下］』収録（めるへんめーかー編）

### 雑誌掲載後、単行本未収録作品

#### 『奇想天外』
- 「いたちごっこ」1979年05月 奇想天外社
- 「人魚姫へ・・・」1979年10月 奇想天外社
- 「ビッグ・ボム」1980年12月 奇想天外社

#### 季刊『cobalt』
- 「メリーゴーラウンド」 '84 SPRING 集英社
- 「砂夢」 '85 SUMMER 集英社
- 「あまね姫」 '85 WINTER 集英社
- 「リトレイク誘拐話」 '86 SUMMER 集英社
- 「ラウルク殺人事件」 '87 SUMMER 集英社
- 「イデラクロ爆弾魔」 '87 WINTER 集英社
- 「ルストクロ遭難譚」 '88 SUMMER 集英社
- 「家主のたたりは酢豚の子供の夢を見るか」 '88 WINTER 集英社
- 「トリクロル偏執狂」 '89 WINTER 集英社

#### パステルクラブ［ＳＦアドベンチャー増刊]
- 「お子様ランチ同好会 '89年春号 徳間書店
- 「お子様ランチ同好会２ '89年秋号 徳間書店